# دیرک ون دالن

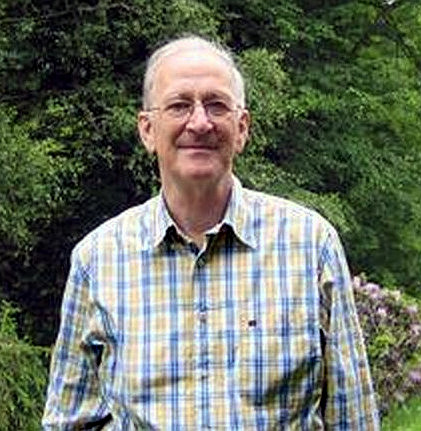
دیرک ون دالن

دیرک ون دالن (متولد 20 دسامبر 1932 ، آمستردام) یک ریاضیدان و مورخ علوم هلندی است. 
ون دالن در دانشگاه آمستردام در رشته ریاضیات و فیزیک و نجوم تحصیل کرده است . وی با الهام از کار لویتسن براوئر و آرند هیتینگ، دکترای خود را در سال 1963 از دانشگاه آمستردام، برای پایان نامه اش تحت عنوان مسائل تعمیم در نظریه تصویری مسطحه ی شهودی (Extension problems in intuitionistic plane Projective geometry) دریافت کرد. ون دالن از سال 1964 تا 1966 در ام آی تی و بعداً آکسفورد به تدریس منطق و ریاضیات پرداخت . او از سال 1967 استاد دانشگاه اوترخت بوده است. در سال 2003 به دیرک ون دالن به خاطر آوردن آثار بروور در معرض دید بین‌المللی ، به مدال آکادمی 2003 آکادمی علوم سلطنتی هلند اعطا شد.

## آثار
- 1958: (با یهوشوا بار هیلل و آزریل لِوی ) مبانی تئوری مجموعه ها، انتشارات هلند شمالی
- 1963: مسائل تعمیم ذر هندسه تصویری مسطحه شهودی
- 1978: (با HC Doets و H. De Swart) مجموعه ها: طبیعی، اصول موضوعی، و کاربردی انتشارات پراگمون شابک ‎۰−۰۸−۰۲۱۱۶۶−۶
- 1980: منطق و ساختار، کتاب درسی اشپرینگر (Springer Universitext) شابک ‎۳−۵۴۰−۲۰۸۷۹−۸
- 1981: (ویراستار) سخنرانی های کمبریج برووور در مورد شهودگرایی انشت دانشگاه کمبریج شابک ‎۰۵۲۱۲۳۴۴۱۷
- 1988:  ترولسترا, آنه; ون دالن, دیرک. برساختگرایی در ریاضیات، جلد دوم. مطالعات منطق و مبانی ریاضیات. ISBN 0-444-70358-6.
- 2000: (به همراه هاینز-دیتر اببینگهاوس) "زرملو و پارادوکس اسکولم"، بولتن سمبولیک منطق 6 (2)
- 2001: "منطق شهودی" ، در: راهنمای منطق فلسفی بلکول، لو گوبل (ویراستار) ، بلکول
- 2013: ال. ای. جی براوئر - توپولوژیست ، شهود گرا، فیلسوف: چگونه ریاضیات ریشه در زندگی دارد اشپرینگر-ورلاگ شابک ‎۹۷۸۱۴۴۷۱۴۶۱۵۵